# Amt Penzliner Land
L'Amt Penzliner Land est un Amt de l'arrondissement du Plateau des lacs mecklembourgeois dans le Land de Mecklembourg-Poméranie-Occidentale, dans le Nord de l'Allemagne.

## Communes
1. Ankershagen
2. Kuckssee
3. Möllenhagen
4. Penzlin